# Ulises Schmill Ordóñez
Ulises Sergio Schmill Ordóñez (Ciudad de México, 4 de abril de 1937) es un jurista mexicano que se desempeñó como presidente de la Suprema Corte de Justicia de la Nación entre 1991 y 1994.

## Trayectoria
En el Tribunal Fiscal de la Federación Secretario B de Acuerdos y Magistrado. En la Tribunal Fiscal de la Federación desempeñó el cargo de Secretario General Adjunto del Consejo Directivo de Vigilancia y Control Sanitario. Secretaría de Hacienda y Crédito Público fue subdirector Técnico de la Dirección del Impuesto Sobre la Renta (1970-1973); y subcoordinador de la Coordinación General de Impuestos al Ingreso, 1997. 
En la Secretaría de Relaciones Exteriores desempeñó los siguientes cargos: Embajador de México en la República Federal de Austria, 1973-1975; embajador de México en la República Popular de Hungría, 1974-1975; embajador de México en la República Federal de Alemania, 1976; representante Permanente de México ante el Organismo Internacional de Energía Atómica de la ONU (OIEA), 1973-1975; representante Permanente de México ante la Organización de las Naciones Unidas para el Desarrollo Industrial (ONUDI), 1973-1975; representante de México ante el Comité de Asistencia Técnica, Administración y Finanzas de la OIEA, 1974; jefe de la Delegación Mexicana en las Conferencias Generales de la OIEA para los años de 1973-1975; jefe de la Delegación Mexicana en la Segunda Conferencia General de la ONUDI en Lima, Perú, marzo de 1975,y, jefe de la Delegación Mexicana en la Reunión del Grupo de los 77, celebrada en Argelia.Además ha realizado actividades profesionales independientes como Socio del Bufete de Abogados Bremer, Quintana, Vaca, Rocha, Obregón y Mancera, S.C. 1977-1979; socio del Despacho Padilla del Valle y Asociados, S.C. 1968-1970; socio Fundador del Bufete Schmill del Valle, S.C. Presidente del Consejo General del Centro de Arbitraje de México.
En la Universidad Nacional Autónoma de México fue Investigador Titular C en el Instituto de Investigaciones Jurídicas(1982-1985). En la Suprema Corte de Justicia de la Nación, ha tenido diversos cargos: Secretario de Estudio y Cuenta de la Cuarta Sala, 1963; ministro Numerario Adscrito a la Cuarta Sala, 18 de abril de 1985; ministro presidente de la Cuarta Sala, 1987 y ministro presidente de la Suprema Corte de Justicia de la Nación y presidente de la Comisión de Gobierno y Administración. 2 de enero de 1991- 31 de diciembre de 1995.

## Actividades Académicas
Fue profesor de Ética, Historia Universal e Historia de México en la Universidad Militarizada Latinoamericana, 1956-1958. Profesor titular por oposición de "Teoría General del Derecho" en la Universidad Autónoma Metropolitana en Atzcapotzalco, 1978-1983. Profesor titular de "Filosofía del Derecho" en la Universidad Autónoma Metropolitana en Atzcapotzalco, 1980-1983. Es profesor titular por Oposición de "Introducción al Estudio del Derecho" en la Facultad de Derecho de la UNAM. Profesor de "Introducción al Derecho y Derecho Civil" en la Facultad de Comercio de la UNAM. Profesor de "Derecho Fiscal" en el Instituto Mexicano de Estudios Fiscales, A.C. Profesor de Teoría del Derecho I y Teoría del Derecho II en el Instituto Tecnológico Autónomo de México (ITAM).

## Publicaciones

### Libros
- Reconstrucción Pragmática de la Teoría del Derecho. Editorial Themis. México. 1997
- Lógica y Derecho. Distribuciones Fontamara S.A. 1993.
- Pureza Metódica y Racionalidad en la Teoría del Derecho. Instituto de Investigaciones Jurídicas de la UNAM. 1984.
- La Conducta del Jabalí. Dos Ensayos sobre el Poder Kafka y Shakespeare, Instituto de Investigacines Jurídicas de la UNAM. 1983.
- Código Fiscal de la Federación Comentado . Biblioteca Sistema.
- El Sistema de la Constitución Mexicana. Librería de Manuel Porrua S.A. 1971
- Teoría del derecho y del estado , Editorial Porrúa, 2003
- Ensayo sobre jurisprudencias, teología; Hans Kelsen. Biblioteca de Ética, Filosofía del derecho y Política, Edit. Fontamara, 2003

### Artículos
- Reconstrucción Teórica del Concepto de Persona en Isonomía núm. 7. Octubre de 1997. ITAM.
- "Fundamentos Teóricos de la Defensa de la Constitución en un Estado Federal" en "La Defensa de la Constitución" compilado por José Ramón Cossío Díaz y Luis M. Pérez de Acha. Doctrina Jurídica Contemporánea. Fontamara. México.1997.
- "La Teoría de la Identidad del Derecho y del Estado de Hans Kelsen" en "LA Reforma del Estado. Estudios Comparados", editado por José Luis Soberanes, Diego Valadéz y Hugo A. Concha. Universidad Nacional Autónoma de México y Dirección General de Asuntos Jurídicos de la Presidencia de la República. 1996.
- "Interpretación del Derecho y Concepciones del Mundo" con José Ramón Cossío Díaz. Revista de la Facultad de Derecho de la UNAM. Tomo XLVI. Núms. 207-208, mayo-agosto de 1996.
- Versión castellana del ensayo de Hans Kelsen "¿Qué es un Acto Jurídico?". Revista Isonomía. Núm. 4. 1996.
- "Lógica y Normas Positivas. Réplica a Eugenio Bulygin". Isonomía. Núm. 4. 1996.
- "El Positivismo Jurídico" en El Derecho y la Justicia de la Enciclopedia Iberoamericana de Filosofía. Editorial Trotta. Madrid.
- Introducción al libro de Rudolf Aladar Métall "Hans Kelsen. Vida y Obra". UNAM. México.
- Ensayo introductorio al libro "Problemas Capitales de la Teoría Jurídica del Estado Desarrollados con Base en la Doctrina de la Proposición Jurídica de Hans Kelsen". Editorial Porrúa, S. A. México. 1987.

- "Condiciones Conductistas de las Implicaturas". DIANOIA. Anuario de filosofía/XXXIII. UNAM. Fondo de Cultura Económica. 1987.

- "El Debate sobre Mitilene". DOXA. Cuadernos de Filosofía del Derecho. Núm. 4. Centro de Estudios Constitucionales y Seminario de Filosofía del Derecho de la Universidad de Alicante. España. 1987.

- "El Concepto de Derecho en las Teorías de Weber y Kelsen". Boletín Mexicano de Derecho Comparado. Año XVIII. Enero-abril 1985. UNAM.

- "Las Fuentes del Derecho" en el libro "Conceptos Dogmáticos y Teoría del Derecho". Coordinación de Humanidades de la UNAM. 1979.

- "Considerazioni Semantiche di Logica Deontica, con Particolare Riferimento alla Giurisprudenza". Informatica e Diritto. Vol. I. Anno II/Gennaio-Aprile. 1980.

- "Consideraciones sobre 'Derecho y Lógica' de Hans Kelsen". Crítica. Vol. X. Núm. 30. Diciembre 1978.

- Versión castellana del ensayo de Hans Kelsen "Derecho y Lógica". Cuadernos de Crítica. Instituto de Investigaciones Filosóficas. 1978.

- "Consideraciones Semánticas sobre Lógica Deóntica con Especial Referencia a la Jurisprudencia". Crítica. Vol. VIII. Núm. 2, abril de 1976.

- "El Sistema del Derecho y sus Implicaciones". Revista de la Facultad de Derecho de la UNAM. Tomo XXII. Núms. 87-88, julio-diciembre de 1973.

- "LA Función Jurídica de las Garantías Individuales". Revista Universitaria.

- "La Naturaleza Jurídica del Órgano Reformador de la Constitución". Revista del Colegio Sonorense de Abogados. Núms. 7-8. 1966.

- "LA Garantía Jurisdiccional de la Legalidad en Relación con los Actos de la Administración Pública". Revista del Foro. México.

- "La Soberanía y el Derecho Internacional en la Teoría Pura del Derecho" en la Revista de la Facultad de Derecho de la UNAM. Núms. 66-67. Tomo XVII. 1967 y en la Revista Jurídica Veracruzana. Tomo XXII. Núm. 1, enero-marzo de 1972. Xalapa, Ver.

- "La Presunción de Legalidad de las Resoluciones Administrativas" en la Revista de la Barra de Abogados. Diversos ensayos literarios publicados en «Diorama de la Cultura» del diario Excélsior sobre Emilio Zolá, León Tolstoi, Henrik Ibsen y Rom.